# كارلوس بريتو (سياسي)
كارلوس بريتو (بالبرتغالية: Carlos Brito‏) هو صحفي وشاعر وسياسي برتغالي، ولد في 9 فبراير 1933 في البرتغال. انتخب عضو مجلس الجمهورية ‏ عن دائرة Faro (Assembly of the Republic constituency) ‏ وقد انضم خلال فترته النيابية ‏  للكتلة البرلمانية الحزب الشيوعي البرتغالي وانتخب نائب في الجمعية التأسيسية.